# Stora Småholmen
Stora Småholmen är en ö i Finland. Den ligger i Finska viken och i kommunen Lovisa i den ekonomiska regionen  Lovisa i landskapet Nyland, i den södra delen av landet. Ön ligger omkring 66 kilometer öster om Helsingfors.
Öns area är 9,2 hektar och dess största längd är 0,5 kilometer i öst-västlig riktning. Det är den största ön i ögruppen Småholmarna.